# کاستلزیلانو
کاستلزیلانو (به ایتالیایی: Castelsilano) یک کومونه در ایتالیا است که در استان کروتون واقع شده‌است.

## خصوصیات
کاستلزیلانو ۳۹٫۵۱ کیلومترمربع مساحت و ۱٬۰۳۴ نفر جمعیت دارد و ۹۰۰ متر بالاتر از سطح دریا واقع شده‌است.